# Sarah Elmira Royster

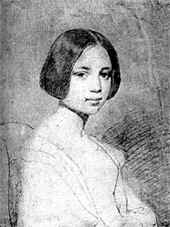
Sarah Elmira Royster, provavelmente na idade em que estabeleceu amizade com Edgar Allan Poe, em sua infância.

Sarah Elmira Royster Shelton (1810 - 1888) foi uma amiga de infância e mais tarde prometida do poeta estado-unidense Edgar Allan Poe. Sua relação começou quando Sarah tinha quinze anos e terminou por interferência de seu pai quando Poe estudava na Universidade de Virgínia. Diferentemente de Poe, Sarah Elmira permaneceu em Virgínia por toda sua vida, casando-se com um empresário, Alexander Shelton, com quem teve cinco filhos, dois dos quais chegaram à vida adulta. Depois da morte de seu respectivos cônjuges, Poe e Royster voltaram a se encontrar e iniciaram uma relação amorosa que acabou rompida pela repentina morte de Poe.
Muitos dos poemas de Edgar Allan Poe fazem referência ou foram inspirados por Sarah Elmira Royster. Por exemplo, existe um debate sobre qual mulher, se é que ela existiu, serviu de inspiração para Annabel Lee. Apesar de Royster ter sido sugerida como uma delas, a candidata mais crível é a esposa de Poe, Virginia Eliza Clemm Poe.
A casa de Elmira Royster Shelton, na rua Grace de Richmond, Virgínia, é atualmente um museu onde já esteve a sede da Fundação Histórica de Richmond.